# 多孔跳磯䲁
多孔跳磯䲁（學名：Springeratus polyporatus），為輻鰭魚綱䲁形目胎䲁科跳磯䲁屬的一個種，被IUCN列為瀕危保育類動物，分布於西印度洋留尼旺及模里西斯海域，深度0至15公尺，體長可達5公分，棲息在珊瑚礁區，雌魚產附著性卵，雄魚會守護卵，幼魚為浮游性，生活習性不明。